# Михайлово (Полтавская область)
Михайлово (укр. Михайлове) — село,
Котелевский поселковый совет,
Котелевский район,
Полтавская область,
Украина.
Код КОАТУУ — 5322255103. Население по переписи 2001 года составляло 199 человек.

## Географическое положение
Село Михайлово находится у истоков реки Орешня,
на противоположном берегу — село Каменное.
Около села несколько нефтяных скважин.

## Экономика
- Молочно-товарная ферма.